# ンガトカエ島

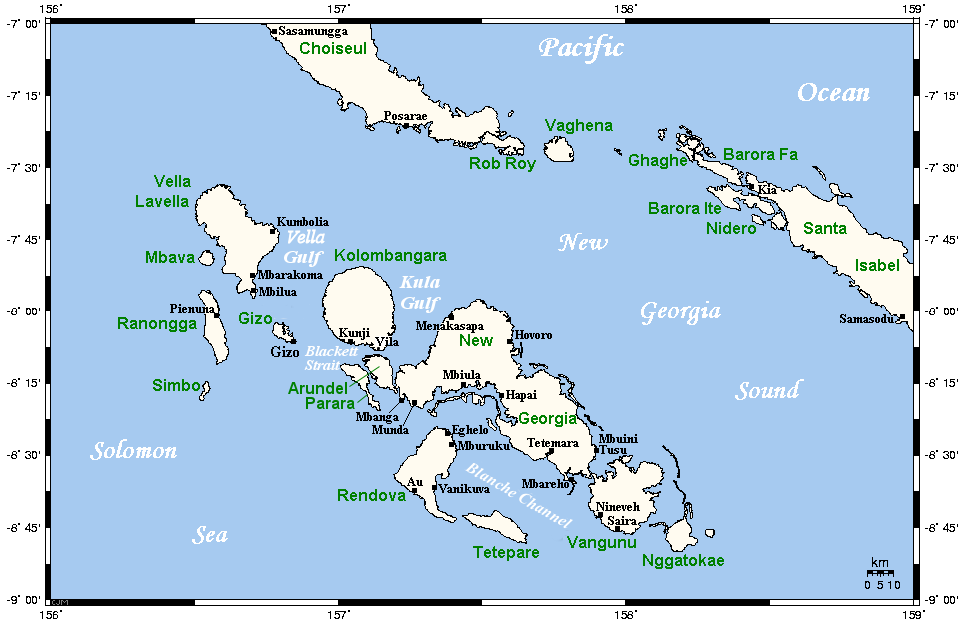
ニュージョージア諸島の地図

ンガトカエ島（ンガトカエとう、Nggatokae Island、冒頭部の「ン」を省きガトカエ島 (ガトカエとう、Gatokae Island) とも）はソロモン諸島、ニュージョージア諸島に位置する島嶼の1つである。行政上は西部州に属する。面積は93平方キロメートルで、1999年時点で人口は2367人であった。
休火山からなる島であり、最高峰はマリウ山（887メートル）である。島内にはガトカエ飛行場が存在する。